# L. A. Rebels – Ausbruch der Gewalt
L. A. Rebels – Ausbruch der Gewalt (Originaltitel: Gully) ist ein US-amerikanisches Filmdrama von Nabil Elderkin, das am 27. April 2019 beim Tribeca Film Festival seine Weltpremiere feierte. Der dystopische Film spielt in einem Los Angeles der Zukunft.

## Handlung
Nachdem die drei desillusionierten Teenager Calvin, Nicky und Jessie ihre traumatische Kindheit überlebt haben, schlagen sie sich in einem dystopischen Los Angeles durch.

## Produktion

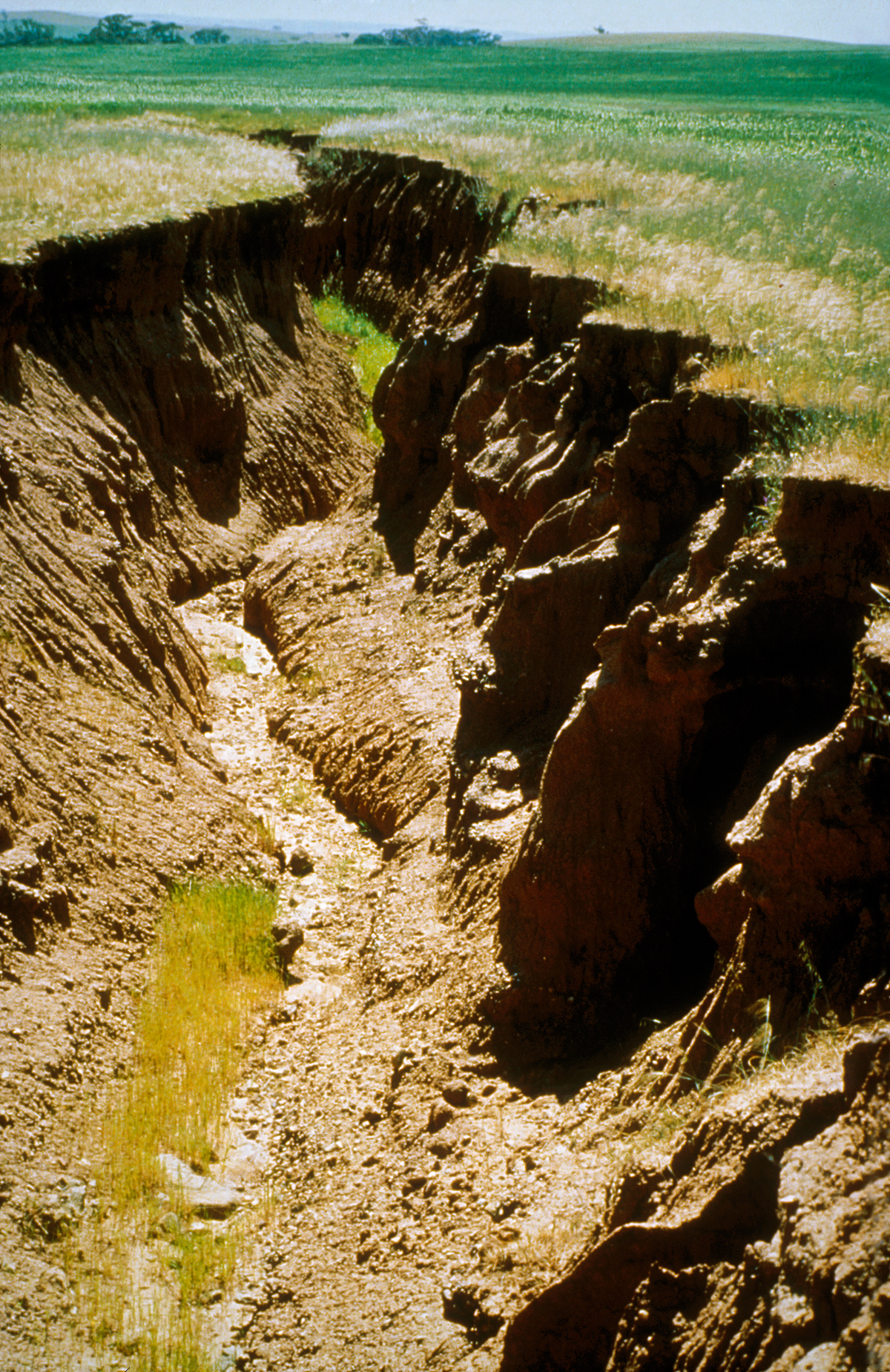
Ein Gully in Australien.

Der Originaltitel des Films leitet sich von dem indischen Wort „Gully“ ab, womit man hier durch Erosion entstandene Absenkungen bezeichnet. Im Englischen und Deutschen wird das Wort Gully auch für Wasserrinnen verwendet, die der Straßenentwässerung dienen.
Regie führte Nabil Elderkin. Es handelt sich um das Spielfilmdebüt des in der Vergangenheit fast ausschließlich für Musikvideos tätigen Regisseurs. Elderkin las das Drehbuch von Marcus J. Guillory, nachdem ihn der Produzent Alex Georgiou darauf aufmerksam gemacht hatte. Das Projekt wurde 2016 im Sundance Screenwriters Lab weiterentwickelt, wo John August ihnen beratend zur Seite stand.
Die Hauptrollen der jugendlichen Protagonisten Calvin, Nicky und Jessie wurden mit Jacob Latimore, Charlie Plummer und Kelvin Harrison Jr. besetzt. Amber Heard spielt Joyce. In weiteren Rollen sind John Corbett als Mr. Charlie, Terrence Howard als Mr. Christmas und Jonathan Majors als Greg zu sehen. Zudem gibt es einen Cameoauftritt von Travis Scott.
Die Dreharbeiten wurden im März 2018 begonnen und fanden in Los Angeles statt. Als Kameramann fungierte Adriano Goldman.
Der Film wurde am 27. April 2019 beim Tribeca Film Festival erstmals gezeigt, wo er im US Narrative Competition nominiert war.

## Rezeption

### Kritiken
Lynnette Nicholas von Black Girl Nerds schreibt, Nabil Elderkins Film sei hart, ehrlich und visuell unvergesslich. Obwohl zwei der im Film gezeigten Jungen schwarz und einer weiß ist, überwiegten deren Ähnlichkeiten bei weitem ihre Unterschiede. Alle drei seien durch ihre familiäre und wirtschaftliche Not traumatisiert und bildeten eine unzerstörbare Gang. Ihre Bindung werde nicht durch ihre Ethnien oder ihre Persönlichkeiten gefestigt, sondern durch ihren Schmerz und ihr intuitives Verständnis für die Pressionen, denen sie alle ausgesetzt waren. Gully bringe ans Licht, dass hinter jeder Person, die als kriminell oder als ein Außenseiter gilt, eine Geschichte steht. Jacob Latimore in der Rolle von Calvin sei die perfekte Personifikation eines begabten Kindes, das von seinen Dämonen gequält werde. Auch Charlie Plummer sei in der Rolle von Nicky glaubwürdig, fülle seine Rolle mit einer Leichtigkeit aus, und seine Chemie mit Latimore und Kelvin Harrison Jr. sei spürbar. Was die Figur des von letzterem gespielten Jesse so besonders und vielschichtig mache, sei seine Schweigsamkeit. Sein leises und sanftes Verhalten sei einnehmend und trage wesentlich zu der im Film erzählten Geschichte bei, so Nicholas. Oft verkörperten schwarze Schauspieler einen Schmerz als laute, aggressive Figuren, was Harrisons Darstellung von Jesse im Vergleich noch faszinierender mache.

### Auszeichnungen
Tribeca Film Festival 2019
- Nominierung im US Narrative Competition (Nabil Elderkin)[10]